# 시에라리온의 경제
시에라리온의 경제는 2009년 국내총생산(GDP)이 약 19억 달러인 후진국의 경제이다. 2002년 시에라리온 내전이 끝난 이후, GDP 성장률은 4~7%로 점차 회복되고 있다. 2008년 PPP의 GDP는 세계 147위(세계은행)에서 153위(CIA) 사이였다.
시에라리온의 경제 발전은 항상 광물 개발에 대한 지나친 의존에 의해 저해되어 왔다. 연이은 정부와 국민 전체는 항상 "다이아몬드와 금"이 외화 수입의 충분한 생성자이며 투자를 유인한다고 믿어왔다.
그 결과, 상품 생산물의 대규모 농업, 산업 개발 및 지속 가능한 투자가 정부에 의해 방치되었다. 따라서 경제는 지속 불가능한 자원이나 재사용할 수 없는 자산의 추출에 기반을 둔 "과도한" 국가(임대 상태)로 묘사될 수 있다.
시에라리온 인구의 3분의 2가 자급 농업에 직접 참여하고 있다. 농업은 2007년 국가 GDP의 58%를 차지했다.

## 경제 부문

### 농업
시에라리온 인구의 3분의 2가 자급 농업에 직접 참여하고 있다. 2007년 농업은 국내총생산(GDP)의 58%를 차지했다.
농업은 인구의 80%가 이 분야에서 일하는 가장 큰 고용주이다. 쌀은 시에라리온에서 가장 중요한 주요 작물로 농부들의 85%가 장마철에 쌀을 재배하고 1인당 연간 소비량은 76kg이다.

### 광업
광물이 풍부한 시에라리온은 일반적으로 광업 분야에 의존해 왔으며, 특히 다이아몬드를 경제적 기반으로 삼았다. 1970년대와 1980년대 초반에는 광공업 부문의 감소로 경제성장률이 둔화되었다. 재정적으로 불리한 환율과 정부 예산 적자가 상당한 수지 적자와 인플레이션으로 이어졌다.
외부 요인에 대한 특정 정책 대응은 물론 원조 사업과 유지의 실행으로 전반적인 경제 활동 감소와 심각한 경제 인프라 저하를 초래했다. 시에라리온의 단기 전망은 국제 통화 기금(IMF) 프로그램의 지속적인 준수와 지속적인 외부 지원에 달려 있다.

### 통신
라디오는 시에라리온에서 가장 인기 있고 신뢰도가 높은 미디어 소스로 전국 인구의 72%가 매일 라디오를 청취하고 있다. 시에라리온에는 정부 소유의 국영 라디오 방송국과 24개의 민간 라디오 방송국이 있다.
전화와 전신 서비스는 미미하지만 개선되고 있다. 인터넷 사용은 2012년 인구의 1.3%에 불과할 정도로 낮지만, 3G 모바일 셀룰러 데이터 서비스의 성장과 프리타운에 ACE 국제 광케이블 시스템이 2011년 중반에 도착하면서 개선되었다.

### 관광업
국제노동기구(ILO)에 따르면 관광업에 종사하는 시에라리온인은 약 8,000명으로 앞으로 일자리가 많이 창출될 것으로 예상된다. 주요 출입구는 프리타운 국제공항으로 그동안 오가는 교통에 문제가 있었다. 시에라리온의 주요 관광지는 해변, 자연보호구역, 산이다.

### 운송
시에라리온에서는 빈곤이 만연하고, 석유 가격이 비싸며, 작은 지역에 거주하는 인구의 많은 부분을 차지하기 때문에, 걷기가 종종 선호되는 교통수단이다. 시에라리온에는 11,700km의 고속도로가 있으며, 그 중 936km는 포장되어 있다.

## 무역 및 투자

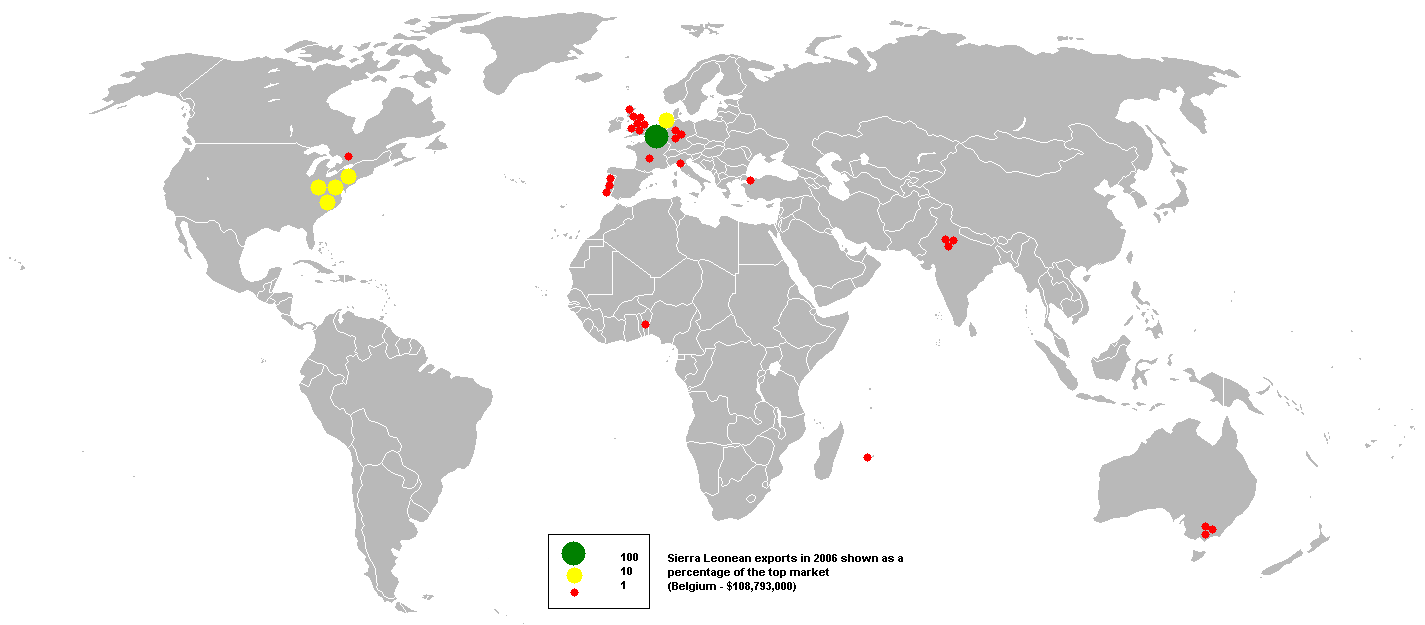
시에라리온은 2006년에 수출했다.

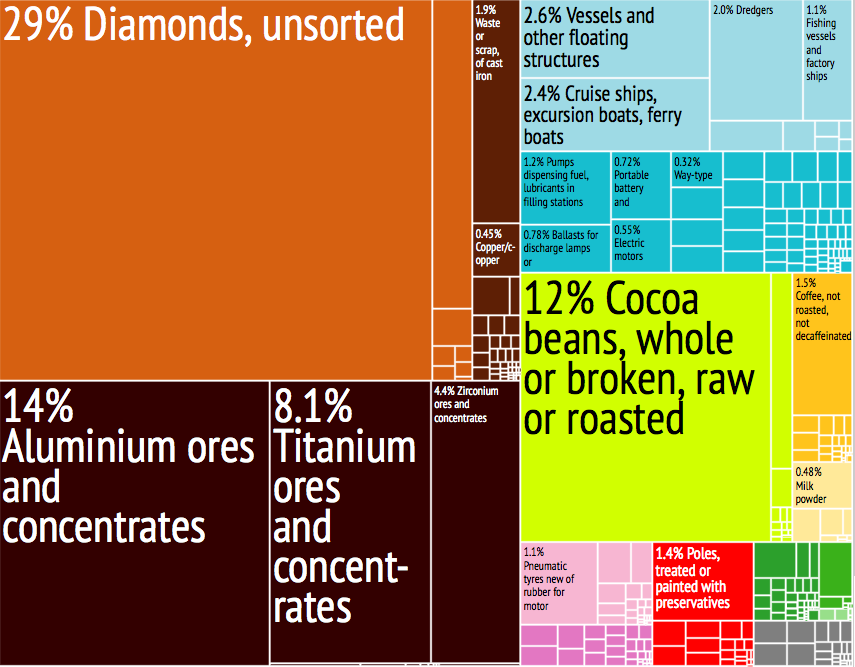
시에라리온의 수출액 비율

광물 수출은 시에라리온의 주요 외환 수입원이다. 시에라리온은 보석 품질의 다이아몬드의 주요 생산국이다. 비록 이 자원이 풍부하지만, 그 나라는 역사적으로 그것의 착취와 수출을 관리하는데 어려움을 겪어왔다. 연간 생산량은 7천만 달러에서 2억 5천만 달러 사이이나, 공식적인 수출 경로를 통과하는 것은 극히 일부에 불과하다. 이 잔액은 밀반군 활동, 돈세탁, 무기 구매, 기타 불법 활동의 자금 조달에 사용되면서 시에라리온의 다이아몬드를 "분쟁 자원"으로 규정했다.
그 나라의 수출 무역 관리를 개선하려는 최근의 노력은 어느 정도 성공을 거두었다. 2000년 10월 시에라리온에서 다이아몬드를 수출하기 위한 유엔의 새로운 수출 인증 제도가 시행되어 합법적인 수출의 급격한 증가를 이끌었다. 2001년 시에라리온 정부는 다이아몬드 수출세의 일부를 다이아몬드 광산 공동체에 돌려주는 광산 공동체 발전 기금을 만들었다. 이 기금은 합법적인 다이아몬드 거래에 대한 지역 사회의 지분을 모으기 위해 만들어졌다.
시에라리온은 세계에서 가장 많은 루타일 광석을 보유하고 있으며, 페인트 안료와 용접봉 코팅으로 사용된다. 시에라 루틸은 1979년 초 본트 근처에서 상업 채굴을 시작했다. 시에라 루틸레는 당시 서아프리카에 대한 미국 최대의 비석유 투자였다. 8만 8천 톤의 수출은 1990년에 그 나라에 7천 5백만 달러를 실현했다.
이 회사와 시에라리온 정부는 1990년 시에라리온에서 이 회사의 양허 조건에 대한 새로운 협정을 체결하였다. 루틸과 보크사이트는 지난 1995년 반군이 광산을 공격하면서 채굴이 중단됐다. 루타일 채굴과 보크사이트 채굴 재활성화를 위한 협상이 진행 중이다. 그 회사에 대한 미국의 지분은 25%로 축소되었다.
시에라리온 정부는 독립 이후 내홍으로 인해 기업 풍토가 불확실하고 외환 부족에 시달리고 있지만 외국인 투자를 장려하고 있다. 투자자들은 1965년 세계은행 협약에 따라 중재를 허용하는 협정에 의해 보호된다. 법률은 이자, 배당, 자본의 이전을 규정하고 있다.

## 통화 및 중앙은행
통화는 리온이다. 이 나라의 중앙은행은 수도인 프리타운에 있는 시에라리온 은행이다. 시에라리온은 변동환율제를 운영하고 있으며, 외화는 시중은행, 공인외환국, 대부분의 호텔에서 환전할 수 있다. 신용 카드 사용은 시에라리온에서 제한적이지만 일부 호텔과 레스토랑에서 사용할 수 있다. 프리타운에는 프로크레디트은행이 운영하는 비자카드를 받는 국제적으로 연계된 현금자동입출금기가 몇 개 있다.

## 국제 경제 기구의 회원국
시에라리온은 서아프리카 경제 공동체(ECOWAS)의 회원이다. 라이베리아와 기니와 함께 마노 강 연합(MRU) 관세동맹을 결성했으며 주로 개발 프로젝트를 시행하고 지역 경제 통합을 촉진하기 위해 설계되었다.
MRU는 국내 문제와 세 나라 모두의 내부 및 국경 간 갈등 때문에 지금까지 활동이 중단되었다. MRU의 미래는 이러한 내부적, 지역적 문제로 인한 결과를 다루는 구성원들의 능력에 달려 있다.
시에라리온은 WTO의 회원이다.

## 같이 보기
- 유엔 아프리카 경제 위원회